# Macuco
Macuco là một đô thị thuộc bang Rio de Janeiro, Brasil. Đô thị này có diện tích 77,08 km², dân số năm 2007 là 4405 người, mật độ 57,1 người/km².